# Jerzy Płaczkiewicz

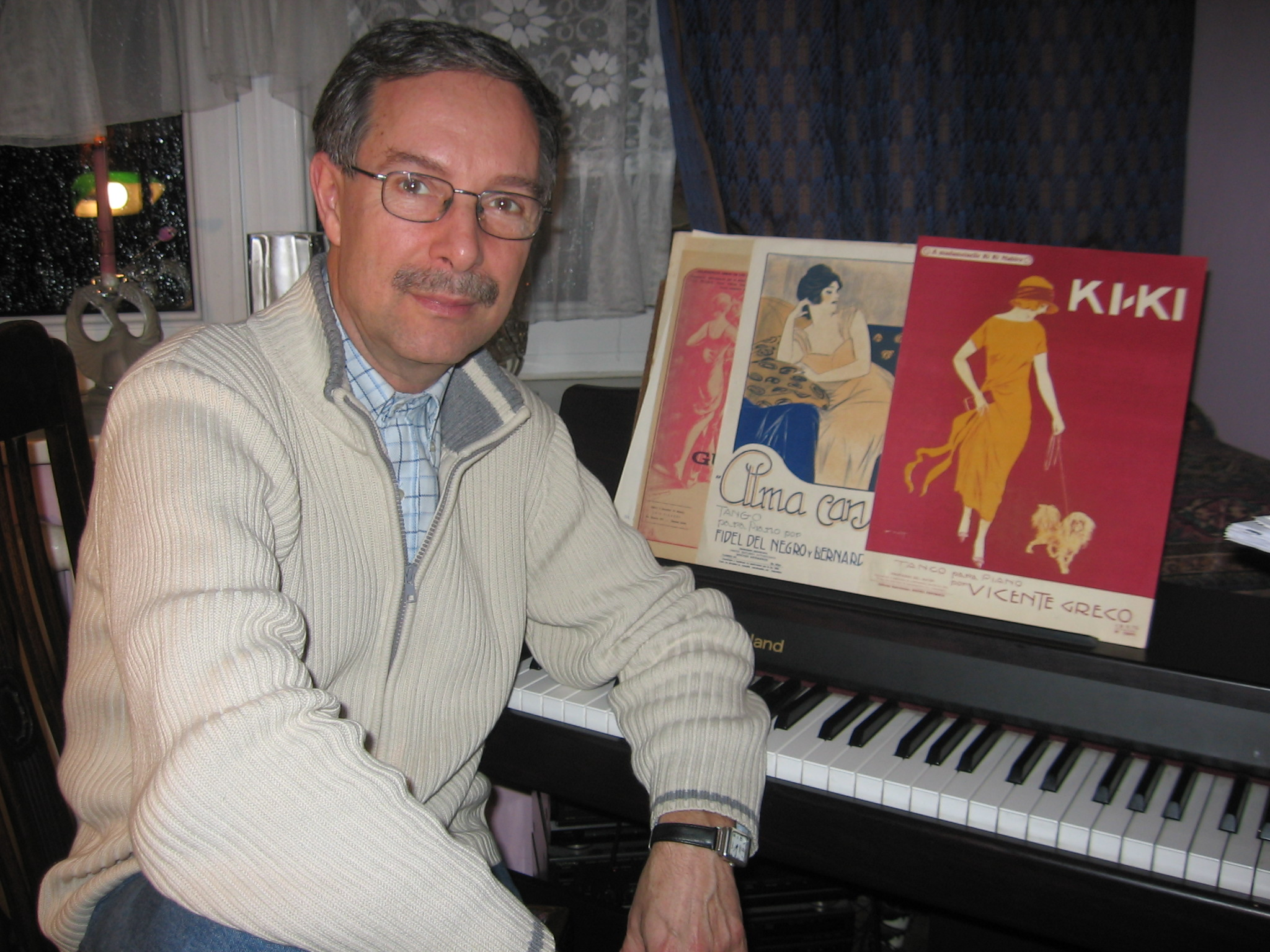
Jerzy Płaczkiewicz

Jerzy Płaczkiewicz (ur. 18 kwietnia 1946 w Katowicach) – polski historyk tanga w Polsce. Kolekcjoner płyt, nut, wydawnictw i zdjęć dotyczących tanga i muzyki przedwojennej. Autor muzycznych audycji radiowych i telewizyjnych oraz artykułów poświęconych w większości muzyce okresu przedwojennego. Autor tekstów.
Jest synem Lili Larys.
Zgromadził jedną z największych w Polsce kolekcji materiałów archiwalnych dotyczących tanga w Polsce. M.in. wersje najpopularniejszych tang argentyńskich w nagraniach polskich artystów z lat 1929-1938; Adios Muchachos, Bandoneon Arrabalero, Plegaria, Yira, Yira i La Cumparsita. Opracował materiały dotyczące wpływu tanga argentyńskiego na twórczość w Polsce w tym okresie i propaguje pojęcie Tanga polskiego na określenie fenomenu twórczości tanga w Polsce przedwojennej. Opracował unikatową serię fonograficzną poświęconą przedwojennym głosom polskich pieśniarzy i muzyków.

## Życiorys
Urodził się w Katowicach. Jego matką była Lili Larys, artystka teatrów przedwojennych i tancerka, co miało wpływ na jego zainteresowania. Pierwszy kontakt z radiem miał na początku lat 1980. Jako gość Radiowej Trójki prezentował na żywo stare płyty z komentarzem.
W latach 1990 był autorem muzycznych audycji radiowych w Programie III Polskiego Radia, m.in. Muzyczne wspomnienie o Marlenie Dietrich, Tajemnicza Pani Zarah Leander, Stare Rosyjskie Sentymentalne Tango, Rosjanie lubili nasze piosenki, Droga Pani Kalino!, Głosy spoza czasu, Głosy prosto z nieba, Urzeczone Paryżem, Wszystko zaczęło się w Buenos Aires, Pola-Apolonia-Polita (aud. poświęcona Poli Negri). Dla programu I Polskiego Radia opracował m.in. Dancingi dawnej Warszawy, Czasami jeszcze słychać ich głosy (audycja poświęcona dawnym nagraniom żydowskim). Dla Radia Katowice opracował cykl audycji Sekrety starych płyt a w nim, Na uliczce w Barcelonie, Przed wojną byłem w Moskwie z interesem, Płyta ma sto lat!, Te głosy stworzył mikrofon, Niespodziewane interpretacje, Bukiet nieśmiertelników, Warszawo, piękna Warszawo!, Jesteśmy w Krakowie – rok 1926!, Wielka radość we Lwowie!, Miasto dobrych gospodarzy – Poznań, Gdańsk, lata 30, Magiczne Wilno, Polesie, Polesie, Dzielnica żydowska wielkiego miasta. Oraz 2-letni cykl „Historia świata na tle historii fonografii.” Był też gościem i współautorem 12 odcinków telewizyjnych audycji „Czar starej płyty”, emitowanych w programie ogólnopolskim. TVP Katowice nakręciła o Płaczkiewiczu program filmowy w ramach Magazynu Kulturalnego, pt. „Czar starej płyty”. Opublikował artykuły o historii tanga w Polsce tłumaczone na język hiszpański, angielski, włoski i japoński. Płaczkiewicz propaguje polskie tango i polską piosenkę. Opracował dla niemieckiego wydawnictwa Oriente Musik płytę Polskie tango 1929–1939 wydaną w serii Old World Tangos, vol. 3. Płyta zdobyła wyróżnienia w czasopismach „Tango Danza” (grudzień 2005) oraz „Songlines” (grudzień 2005). W 2007 opublikował Pola Negri śpiewa! w wydawnictwie Muzeum Kinematografii w Łodzi. W 2008 roku wystąpił w filmie nakręconym przez Telewizję Katowice pt. Ordonka, w którym opowiada o sztuce wokalnej Ordonówny, jej interpretacjach i głównie nagraniach płytowych, dokonanych w Warszawie w latach 1927-1938. W 2011 był konsultantem filmu biograficzno-dokumentalnego „Wiera Gran” w reżyserii Marii Zmarz-Koczanowicz.
Na YouTube prowadzi kanał „jurek46pink”. W 2010 opublikował serię wywiadów z Wierą Gran.

## Varia
W dyskusji albumu Polskie tango 1929–1939 recenzent zamieścił następujący komentarz: „Wszystkie materiały, muzyka, fotografie i ilustracje na tym CD pochodzą z kolekcji Jerzego Płaczkiewicza. Od kilku dziesięcioleci gromadzi on plakaty z koncertów, muzykę, i artykuły dotyczące tanga polskiego pomiędzy wojnami – archiwa wskazujące na Polski romantycyzm, wyrafinowanie, styl i perfekcję przekazu w tangu. Słuchając tego albumu, rozumiemy ważną część polskiej kultury muzycznej, historii kompletnie zapomnianej ze względu na drugą wojnę światową”.
Był autorem tekstów piosenek śpiewanych i nagranych przez Annę German: Nasza ścieżka  do muzyki Katarzyny Gärtner (1966) i Nie pojadę do Sorrento do muzyki Anny German (1970).